# Renato Vignolini
Renato Vignolini (Pistoia, 3 dicembre 1906 – Cosenza, 3 dicembre 1982) è stato un allenatore di calcio e calciatore italiano, di ruolo difensore.

## Carriera

### Calciatore

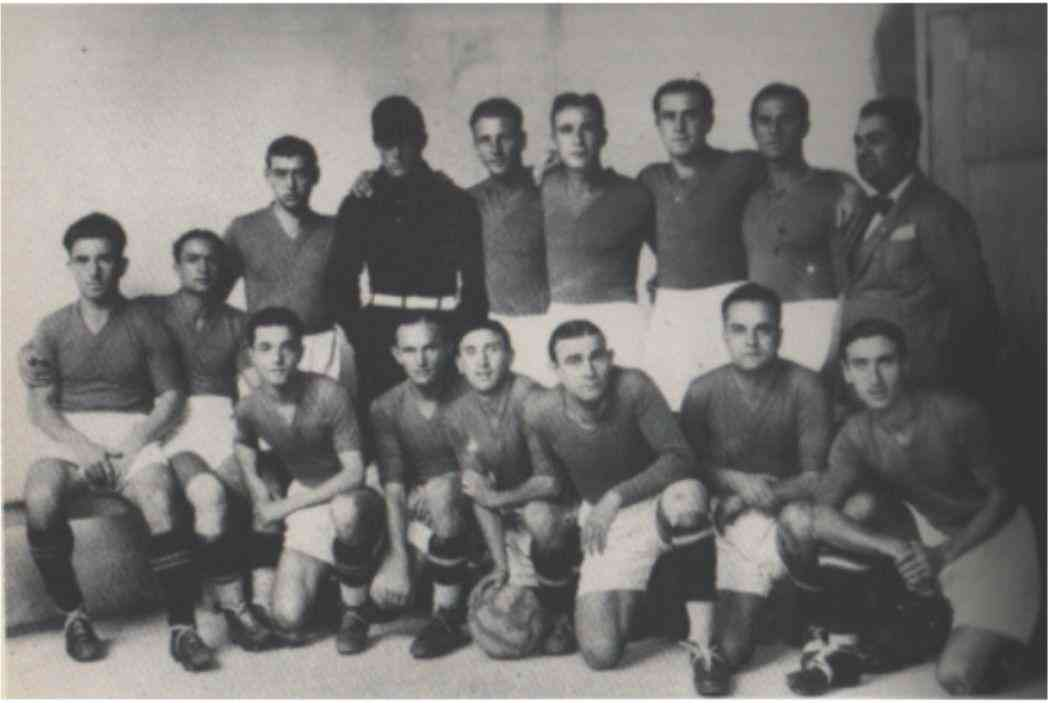
La prima formazione in serie A della Fiorentina 1931-1932. In alto: Vignolini, Ballante, Gazzari, Pizziolo, Bigogno, Pitto. In basso: Gregar, Baldinotti, Prendato, Bonesini, Busini, Rivolo, allenatore Hermann Felsner.

Di ruolo terzino, era tra i giocatori del Genoa presenti in campo nella partita del 14 marzo 1937 Fiorentina-Genova 1893 (1-2), quando con quattro ex della Fiorentina l'allora Genova 1893 vinse a Firenze in una gara in cui il guardalinee Giuseppe Giannelli di Siena abbandonò il campo per divergenze d'opinioni con l'arbitro Camillo Caironi di Milano.

### Allenatore
Fu allenatore del Cosenza dal 1941 al 1943 e nella stagione 1945-1946.

## Palmarès

### Giocatore

#### Competizioni nazionali
- Serie B: 2

Fiorentina:1930-1931
Genova 1893: 1934-1935
- Serie C: 1

M.A.T.E.R.: 1939-1940
- Coppa Italia: 1

Genova 1893: 1936-1937
- Coppa Arpinati: 1

Pistoiese: 1927